# تاکر
تاکر، روستایی است از توابع بخش بلده شهرستان نور در استان مازندران ایران.
این روستا دارای زمین‌های مستعد کشاورزی و باغات میوه از جمله گیلاس آلبالو زردآلو گردو سیب و غیره می‌باشد.
بخشی از مردم به کار دامپروری نمدمالی پرورش ماهی قزل آلا پروش گل گیاه صیفی جات و تولید انواع بلوک کلاف ساختمانی مشغول می‌باشند و گذر رودخانه هراز از کنار این روستا رونق خاصی به این منطقه بخشیده‌است.
از افراد سرشناس می‌توان به رؤیا نونهالی بازیگر سینما و کارگردان اشاره کرد که یکی از داوران عصر جدید سری یک و دو بودند.

## جمعیت
تاکر در دهستان میانرود ییلاقی قرار دارد و بر اساس سرشماری مرکز آمار ایران در سال ۱۳۸۵، جمعیت آن ۱۵۰ نفر (۴۹خانوار) بوده‌است. جمعیت در فصول معتدل سال یعنی بهار و تابستان به ۲۵۰ یا ۳۵۰ نفر نیز می‌رسد مردم تاکر از قومیت طبری هستند که ریشه آن به قوم آمارد و قوم تپوری می‌رسد. مردم تاکر به زبان طبری (مازندرانی) و گویش کجوری سخن میگویند.

## زادگاه بهاءالله
روستای تاکر زادگاه میرزا حسینعلی نوری ملقب به بهاءالله بنیانگذار دیانت بهایی است. رؤیا نونهالی هنرپیشه سینما نیز اصالتاً از این روستاست.